# Trofeu Moscardó
De Trofeu Moscardó is een voormalig bekertoernooi tussen voetbalclubs uit de Spaanse regio Catalonië. Het toernooi werd van 1958 en 1971 jaarlijks gehouden met clubs uit de Tercera División Grupo 5 als deelnemers.

## Winnaars van de Trofeu Moscardó
| Seizoen | Winnaar                | Runner-Up         | Uitslag finale               |
| ------- | ---------------------- | ----------------- | ---------------------------- |
| 1958    | UE Poble Sec           | CA Ibèria         | 2-1                          |
| 1959    | CE Europa              | UE Figueres       | 2-1                          |
| 1960    | Gimnàstic de Tarragona | CD Fabra i Coats  | 2-1                          |
| 1961    | CE L'Hospitalet        | CE Mataró         | 2-2 (winst na strafschoppen) |
| 1962    | CD Condal              | CD Tortosa        | 3-1                          |
| 1963    | CE Europa              | Girona FC         | 3-1                          |
| 1964    | AD Guíxols             | CF Reus Deportiu  | 1-1 (Reus trok zich terug)   |
| 1965    | CE Mataró              | CF Balaguer       | 2-1; 2-2                     |
| 1966    | Girona FC              | CE Mataró         | 2-3; 4-1                     |
| 1967    | EC Granollers          | UE Sant Andreu    | 3-1 (winst na extra tijd)    |
| 1968    | CF Lloret              | Atlètic Catalunya | 2-1                          |
| 1969    | UE Figueres            | Girona FC         | 0-0 (winst na strafschoppen) |
| 1970    | niet gehouden          | niet gehouden     | niet gehouden                |
| 1971    | Girona FC              | CE Europa         | 1-1; 2-1                     |

Federació Catalana de Futbol · Catalaans voetbalelftal · Catalaans vrouwenvoetbalelftal 

historische competities 

Campionat de Catalunya · Campionat de Catalunya de Segona Categoria · Trofeu Moscardó 

hedendaagse competities 

Copa de Catalunya · Tercera División Grupo 5 · Primera Divisió Catalana · Amateurvoetbal 